# 酒田駅
酒田駅（さかたえき）は、山形県酒田市幸町1丁目にある、東日本旅客鉄道（JR東日本）羽越本線の駅。庄内地方最大のターミナル駅である。

## 乗り入れ路線
所属線である羽越本線の他、陸羽西線の列車が余目駅から乗り入れる。また、日本貨物鉄道（JR貨物）の羽越本線の貨物支線が分岐している。当駅を境に新潟支社から秋田支社へと管轄が変わる。
なお、陸羽西線は2022年（令和4年）5月より列車の運行を休止しており、バス代行となっている。代行バスについては「陸羽西線#バス代行輸送」を参照。

## 歴史
- 1914年（大正3年）12月24日：鉄道院（後に日本国有鉄道）酒田線余目 - 当駅間開通に伴い、終着駅として開業[2]。
- 1915年（大正4年）4月25日：酒田線貨物支線当駅 - 最上川（現・酒田港）間が開業。
- 1917年（大正6年）11月1日：路線名改称に伴い、陸羽西線の駅となる。
- 1919年（大正8年）12月5日：陸羽西線が遊佐駅まで延伸開業し、途中駅となる。
- 1924年（大正13年）4月20日：路線改編に伴い、羽越線の駅となる。
- 1925年（大正14年）11月20日：路線名改称に伴い、羽越本線の駅となる。
- 1934年（昭和9年）5月2日：駅舎を建て替え。
- 1960年（昭和35年）12月15日：駅舎を建て替え[新聞 1]。
- 1966年（昭和41年）5月：みどりの窓口を新設。
- 1973年（昭和48年）4月：国鉄酒田駅 旅行センター（後のびゅうプラザ）を開設。
- 1975年（昭和50年）3月10日：貨物の取扱を廃止し、旅客駅となる[2]。
- 1984年（昭和59年）2月：ヤード使用を終了。
- 1985年（昭和60年）3月：電車特急滞泊設備を新設。
- 1987年（昭和62年）4月1日：国鉄分割民営化により、JR東日本に移管[2]。
- 2005年（平成17年）12月8日：自動改札機を設置。
- 2006年（平成18年）2月28日：ホーム上にエレベーターを設置。
- 2008年（平成20年）12月7日：指定席券売機を新設。
- 2019年（平成31年）3月29日：びゅうプラザの営業を終了。
- 2021年（令和3年）3月：駅舎をリニューアル[5]。
- 2022年（令和4年）
  - 2月28日：みどりの窓口の営業を終了[3][新聞 2]。
  - 3月1日：話せる指定席券売機を導入[3][新聞 2]。
  - 3月12日：直営の当駅（酒田地区センター）と鶴岡駅、酒田運輸区の機能を統合した庄内統括センターの管理下に移管[6][7][8]。
  - 5月14日：高屋道路の（仮称）高屋トンネル建設関連工事に伴い、陸羽西線からの羽越本線直通列車が運行休止、バス代行となる。代行バスのりばは駅前道路沿いに設置[報道 1]。
- 2024年（令和6年）
  - 1月28日：駅前で2023年（令和5年）から整備工事が行われていた広場や駐輪場が完成し、記念式典を開催[新聞 3]。
  - 3月16日：陸羽西線の代行バスのりばの設置場所を駅前広場内に変更[報道 2]。
  - 10月1日：えきねっとQチケのサービスを開始[1][報道 3]。

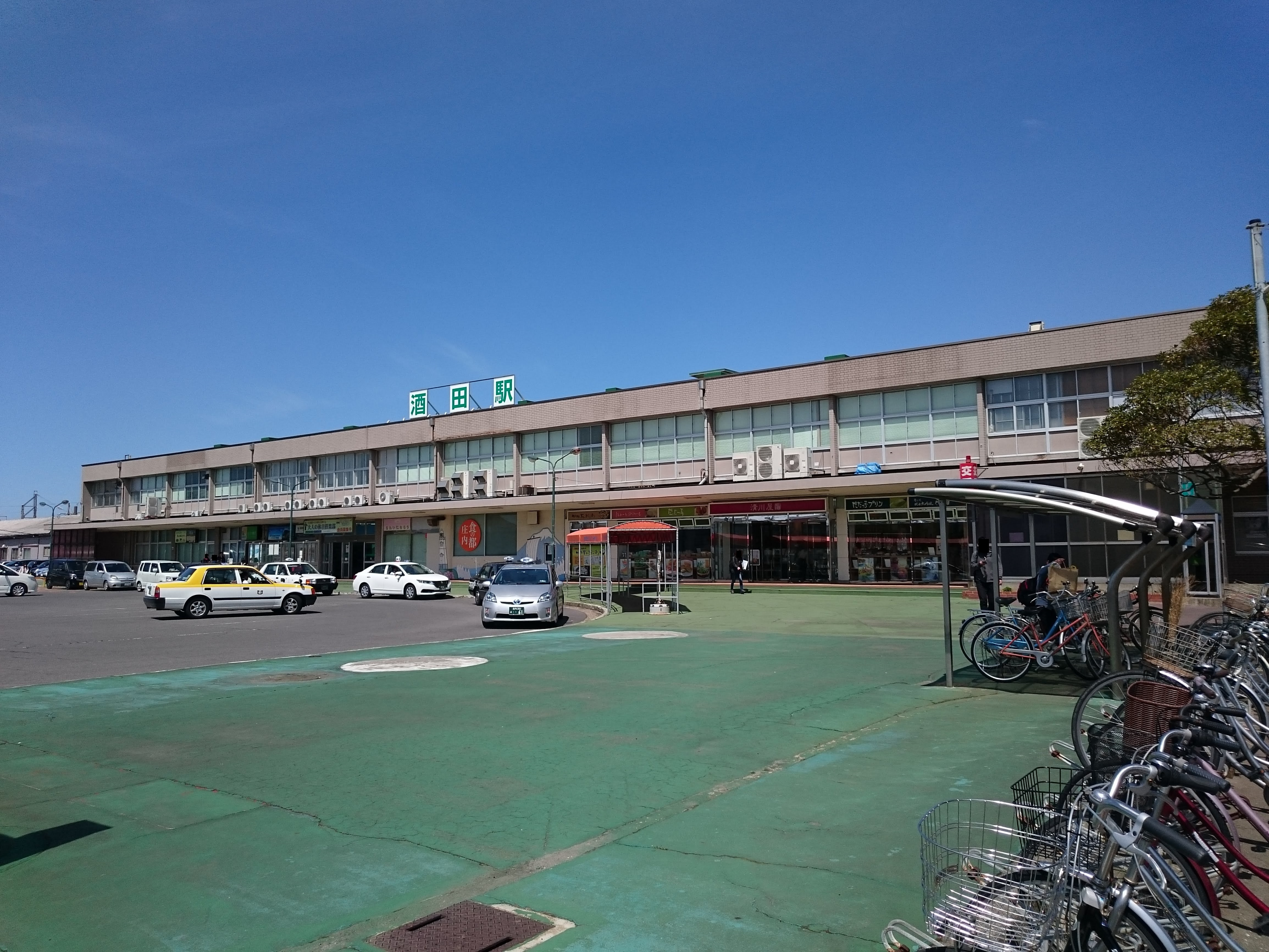
リニューアル前の駅舎（2019年4月）

## 駅構造
地上駅であり、旅客用として使われるホームは単式ホーム1面1線（1番線）、島式ホーム1面2線（2・3番線）、単式ホームの村上方を切り欠いた切欠きホーム1線（0番線）の計2面4線で、両ホームは跨線橋で連絡している。また、単式ホームは秋田方も切り欠かれており、酒田港線への貨物列車の発着線が2線ある。3番線の東側にも、ホームのない貨物着発線が2線（4・5番線）ある。その他側線や留置線も多数有している。
庄内統括センター管理の直営駅で、庄内統括センターとしては鼠ケ関駅から東酒田駅を管理し、旧酒田運輸区の業務も引き継ぐ。駅構内のコンコースには、自動券売機、指定席券売機、話せる指定席券売機、自動改札機（えきねっとQチケ対応）が設置されている。
駅舎にはテナントとして和菓子店「清川屋」、並びに交番が入居している。

### のりば
| 番線 | 路線      | 方向                 | 行先                       |
| ---- | --------- | -------------------- | -------------------------- |
| 0    | ■陸羽西線 | -                    | 新庄方面                   |
| 0    | ■羽越本線 | 上り                 | 鶴岡・村上・新津・新潟方面 |
| 1    | ■羽越本線 | 下り                 | 秋田・青森方面             |
| 2    | ■羽越本線 | 下り                 | 秋田・青森方面             |
| 上り | ■羽越本線 | 鶴岡・新津・新潟方面 |                            |
| 上り | ■羽越本線 | 鶴岡・新津・新潟方面 | 3                          |

付記事項
- 以前は駅に隣接して酒田機関区・酒田客貨車区（後の酒田運輸区）があり、蒸気機関車や客車が配置されていた。蒸機時代の扇形庫はすでに解体されており、転車台のみが残っているものの、電力供給用の架空線とその櫓、動力装置などは取り外されている（時期不詳）。「SLうまさぎっしり庄内号」や「SL日本海美食旅」などのSL列車が運転される際の転向は手動で行われている。
- 1985年（昭和60年）3月まではEF81形電気機関車、1993年（平成5年）6月までは50系客車も配置されていた。以後は車両の配置はなくなっている。
- 2015年（平成27年）に、酒田駅開業100周年を記念して1番線ホームにSL9600形（9632号）の動輪がモニュメントとして展示された。この9632号は、以前に日和山公園に静態保存されていたもの。
- 接近メロディとして、酒田市出身のシャンソン歌手・岸洋子の代表曲『夜明けのうた』が使用されていたが[13]、2024年9月に田沢湖線岩手県内一部区間上り・八戸駅で使用されている接近メロディと同じものに変更された[14]。

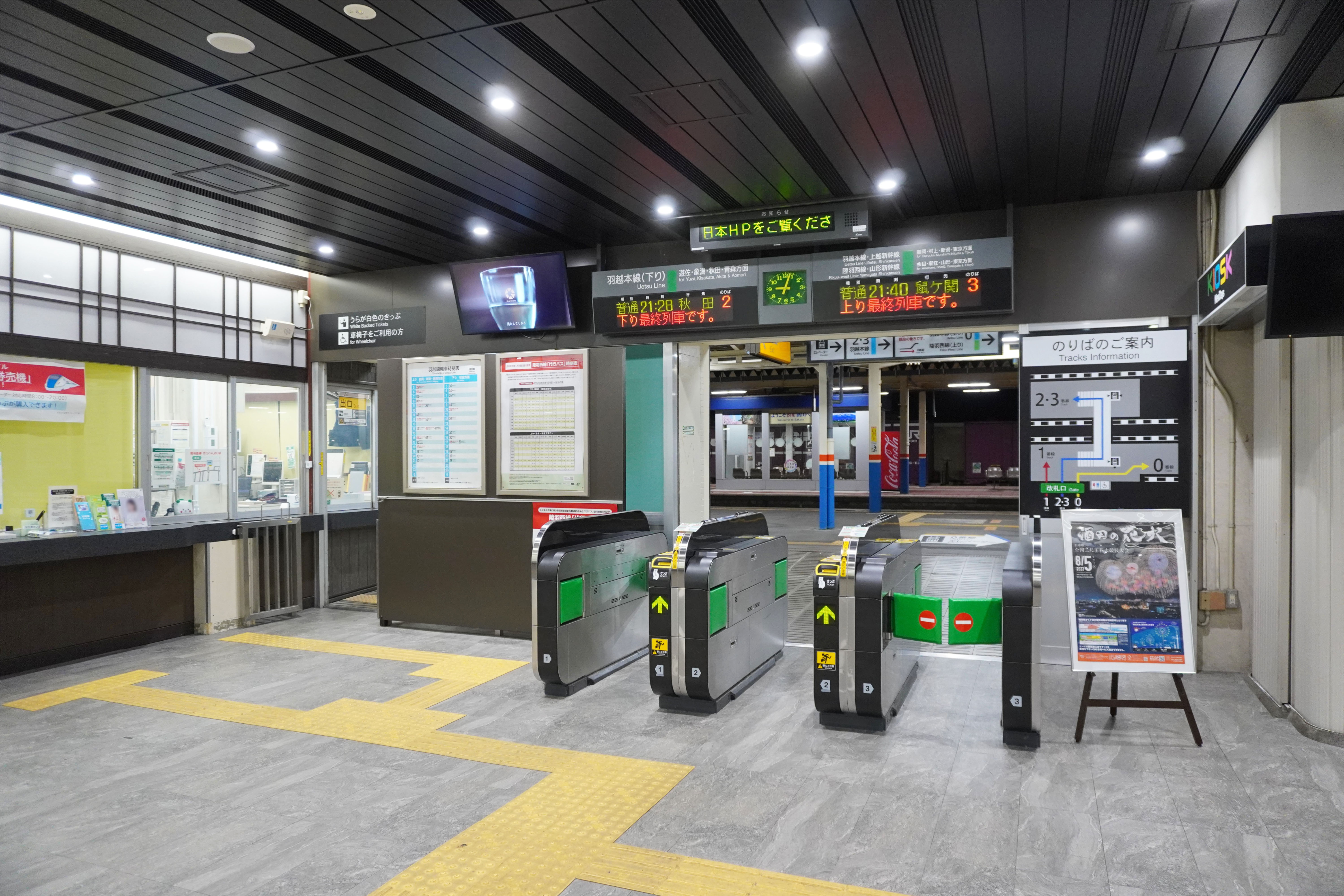
改札口（2023年7月）
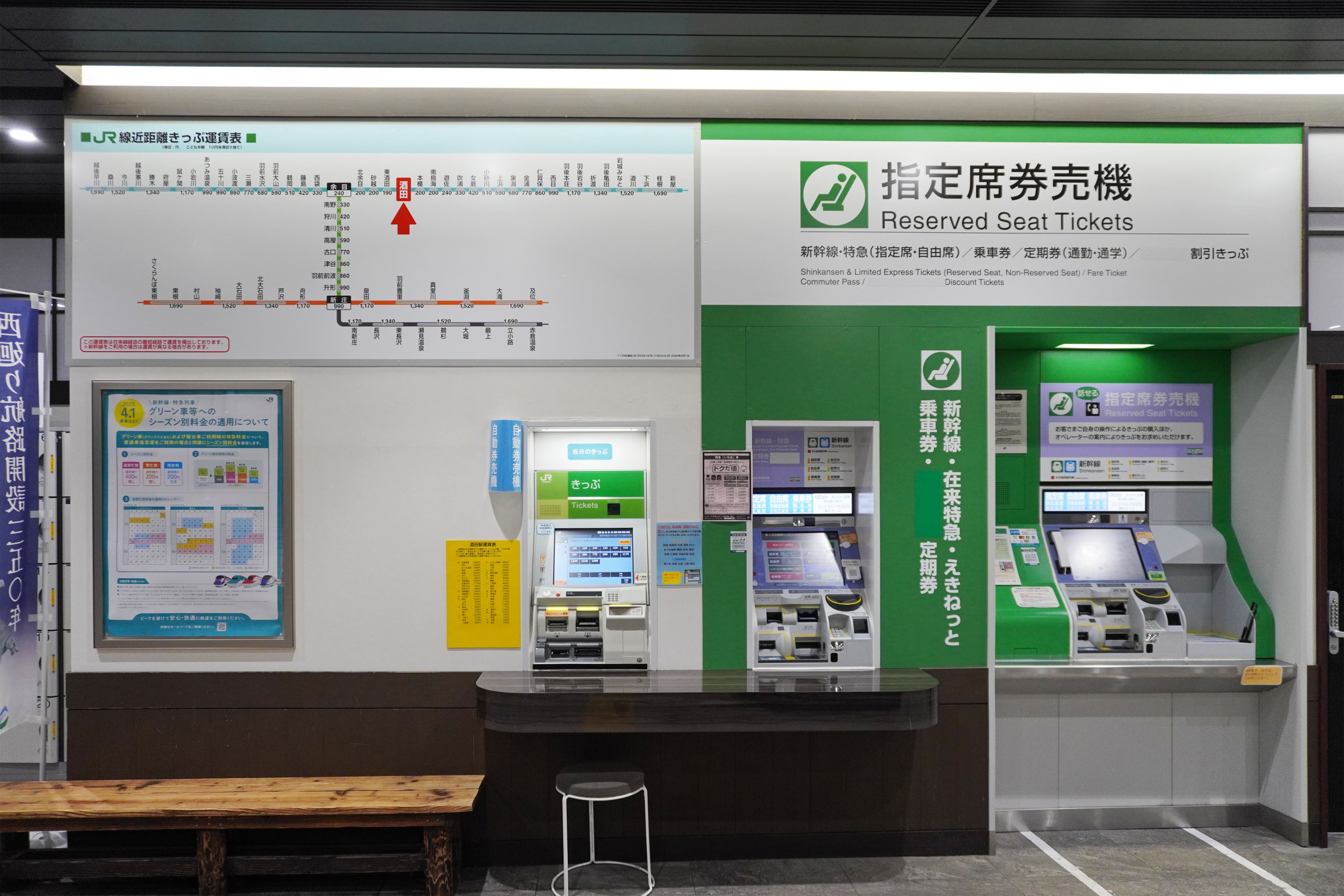
切符売り場（2023年7月）
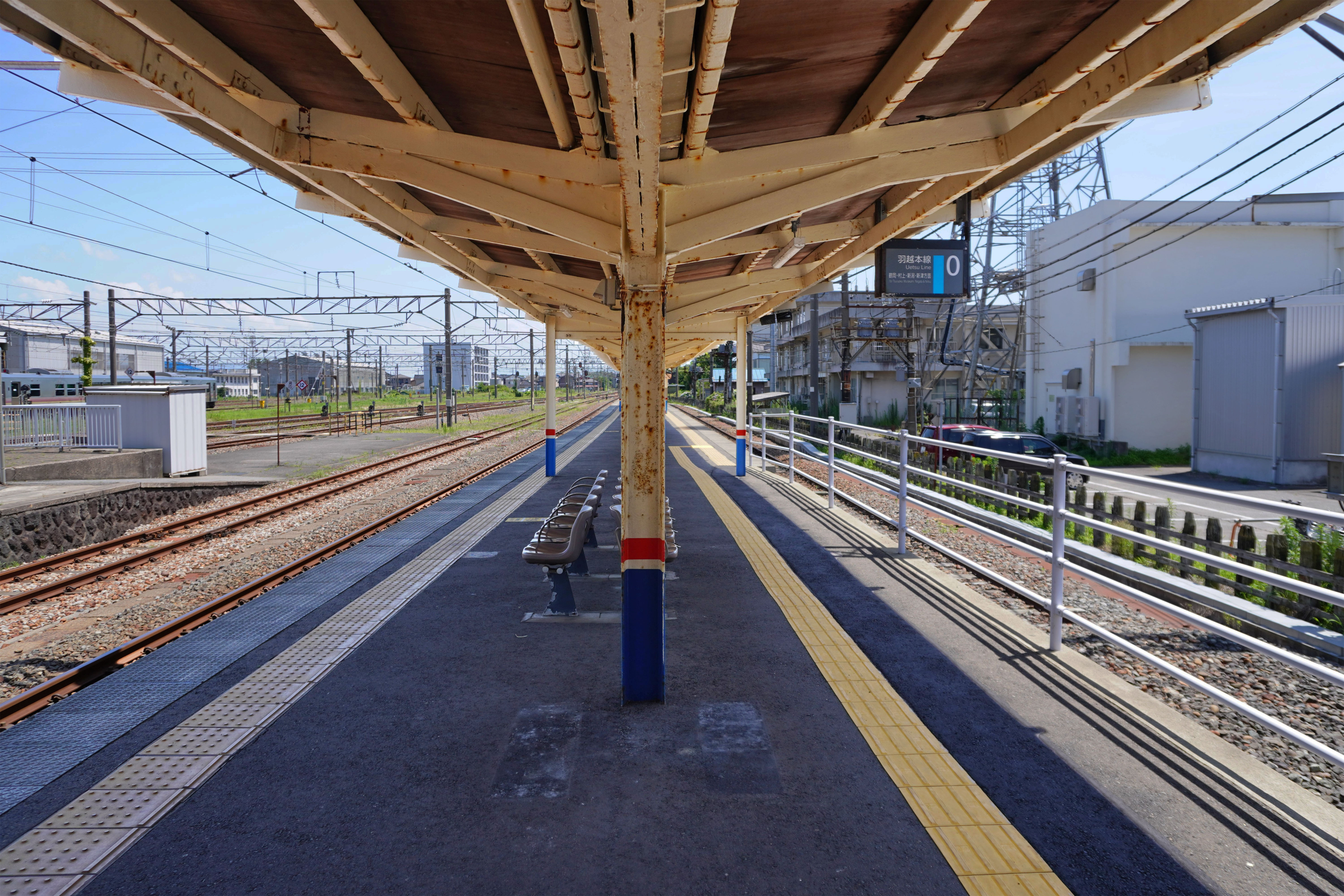
0・1番線ホーム（2023年7月）
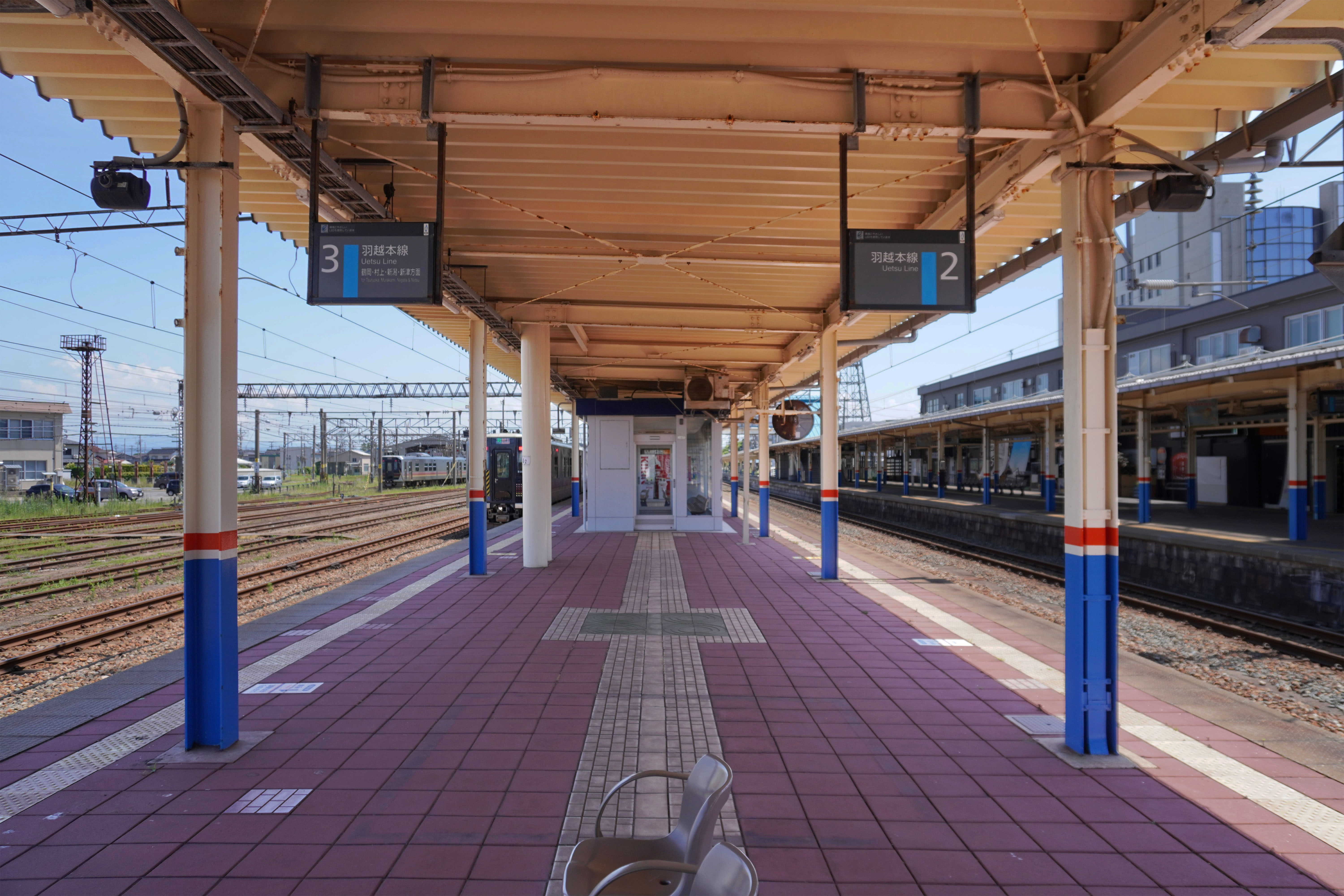
2・3番線ホーム（2023年7月）

## 駅弁
現在当駅で駅弁は販売されていないが、酒田弁当販売が2005年（平成17年）10月末に廃業するまで同社が以下の弁当を発売していた。
- きらきらうえつ弁当
- 鳥海釜めし
- ササニシキ弁当

酒田弁当販売の前身であった河村弁当部は、1975年（昭和50年）9月17日、幕の内弁当が原因で長距離列車の乗客から食中毒を発生させた。当駅の助役が河村弁当部に食中毒の発生を伝えて速やかに販売を停止するよう警告したが、食中毒の原因と思い込んだフキの甘煮を取り除き弁当の販売を続行したため被害が拡大した。最終的に団体旅行客など130人が発症して、うち3人が死亡。河村弁当部は1976年（昭和51年）5月に調理方法を見直したが、経営者は同年11月に懲役1年の実刑判決を受けた。
鶴岡市の食品会社である清川屋が駅構内の店舗でおこわの弁当「ががちゃおこわ」を販売している。

## 利用状況
JR東日本によると、2023年度（令和5年度）の1日平均乗車人員は867人である。
1955年度（昭和30年度）、1968年度（昭和43年度）- 1970年度（昭和45年度）、1987年度（昭和62年度）以降の推移は以下のとおりである。

### 1955年度 - 1999年度
| 1日平均乗車人員推移 （1955年度 - 1999年度） | 1日平均乗車人員推移 （1955年度 - 1999年度） | 1日平均乗車人員推移 （1955年度 - 1999年度） |
| 年度                                        | 乗車人員                                    | 出典                                        |
| ------------------------------------------- | ------------------------------------------- | ------------------------------------------- |
| 1955年（昭和30年）                          | 6,606                                       | [ 利用客数 2 ]                              |
| 1968年（昭和43年）                          | 8,644                                       | [ 利用客数 3 ]                              |
| 1969年（昭和44年）                          | 7,347                                       | [ 利用客数 4 ]                              |
| 1970年（昭和45年）                          | 7,142                                       | [ 利用客数 5 ]                              |
| 1987年（昭和62年）                          | 3,082                                       | [ 利用客数 6 ]                              |
| 1988年（昭和63年）                          | 3,126                                       | [ 利用客数 6 ]                              |
| 1989年（平成元年）                          | 3,137                                       | [ 利用客数 6 ]                              |
| 1990年（平成02年）                          | 3,168                                       | [ 利用客数 6 ]                              |
| 1991年（平成03年）                          | 3,204                                       | [ 利用客数 6 ]                              |
| 1992年（平成04年）                          | 3,022                                       | [ 利用客数 6 ]                              |
| 1993年（平成05年）                          | 2,953                                       | [ 利用客数 6 ]                              |
| 1994年（平成06年）                          | 2,908                                       | [ 利用客数 6 ]                              |
| 1995年（平成07年）                          | 2,898                                       | [ 利用客数 6 ]                              |
| 1996年（平成08年）                          | 2,904                                       | [ 利用客数 6 ]                              |
| 1997年（平成09年）                          | 2,706                                       | [ 利用客数 6 ]                              |
| 1998年（平成10年）                          | 2,473                                       | [ 利用客数 6 ]                              |
| 1999年（平成11年）                          | 2,302                                       | [ 利用客数 6 ]                              |

### 2000年度以降
| 1日平均乗車人員推移（2000年度以降） | 1日平均乗車人員推移（2000年度以降） | 1日平均乗車人員推移（2000年度以降） | 1日平均乗車人員推移（2000年度以降） | 1日平均乗車人員推移（2000年度以降） |
| 年度                                | 定期外                              | 定期                                | 合計                                | 出典                                |
| ----------------------------------- | ----------------------------------- | ----------------------------------- | ----------------------------------- | ----------------------------------- |
| 2000年（平成12年）                  |                                     |                                     | 2,213                               | [ 利用客数 7 ]                      |
| 2001年（平成13年）                  |                                     |                                     | 2,149                               | [ 利用客数 8 ]                      |
| 2002年（平成14年）                  |                                     |                                     | 2,046                               | [ 利用客数 9 ]                      |
| 2003年（平成15年）                  |                                     |                                     | 1,920                               | [ 利用客数 10 ]                     |
| 2004年（平成16年）                  |                                     |                                     | 1,858                               | [ 利用客数 11 ]                     |
| 2005年（平成17年）                  |                                     |                                     | 1,793                               | [ 利用客数 12 ]                     |
| 2006年（平成18年）                  |                                     |                                     | 1,717                               | [ 利用客数 13 ]                     |
| 2007年（平成19年）                  |                                     |                                     | 1,686                               | [ 利用客数 14 ]                     |
| 2008年（平成20年）                  |                                     |                                     | 1,583                               | [ 利用客数 15 ]                     |
| 2009年（平成21年）                  |                                     |                                     | 1,542                               | [ 利用客数 16 ]                     |
| 2010年（平成22年）                  |                                     |                                     | 1,369                               | [ 利用客数 17 ]                     |
| 2011年（平成23年）                  |                                     |                                     | 1,347                               | [ 利用客数 18 ]                     |
| 2012年（平成24年）                  | 557                                 | 761                                 | 1,319                               | [ 利用客数 19 ]                     |
| 2013年（平成25年）                  | 529                                 | 783                                 | 1,313                               | [ 利用客数 20 ]                     |
| 2014年（平成26年）                  | 520                                 | 707                                 | 1,228                               | [ 利用客数 21 ]                     |
| 2015年（平成27年）                  | 525                                 | 699                                 | 1,224                               | [ 利用客数 22 ]                     |
| 2016年（平成28年）                  | 511                                 | 705                                 | 1,217                               | [ 利用客数 23 ]                     |
| 2017年（平成29年）                  | 500                                 | 672                                 | 1,173                               | [ 利用客数 24 ]                     |
| 2018年（平成30年）                  | 491                                 | 668                                 | 1,159                               | [ 利用客数 25 ]                     |
| 2019年（令和元年）                  | 475                                 | 639                                 | 1,114                               | [ 利用客数 26 ]                     |
| 2020年（令和02年）                  | 192                                 | 529                                 | 722                                 | [ 利用客数 27 ]                     |
| 2021年（令和03年）                  | 231                                 | 519                                 | 750                                 | [ 利用客数 28 ]                     |
| 2022年（令和04年）                  | 302                                 | 474                                 | 776                                 | [ 利用客数 29 ]                     |
| 2023年（令和05年）                  | 373                                 | 494                                 | 867                                 | [ 利用客数 1 ]                      |

## 駅周辺

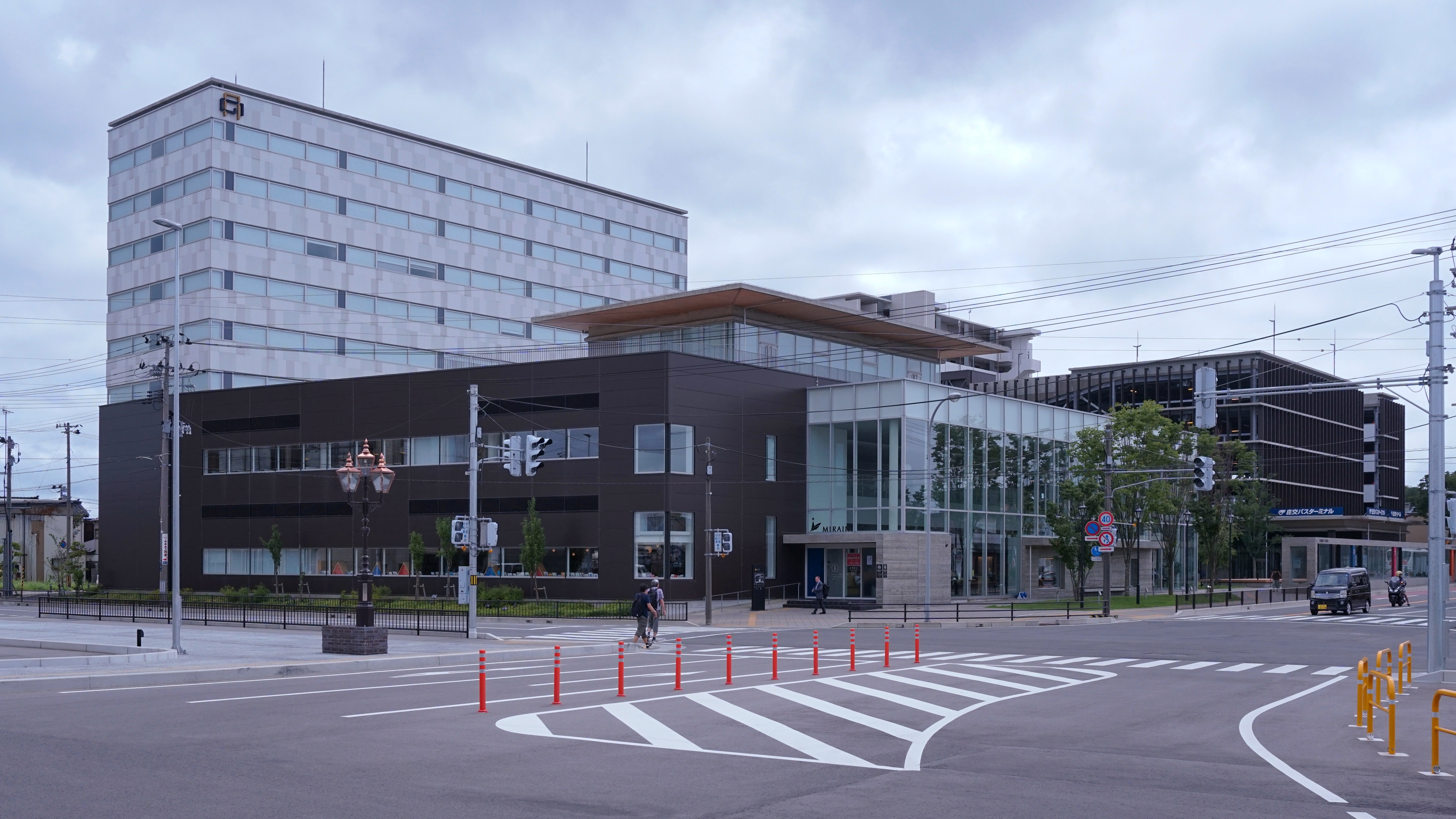
酒田駅前交流拠点施設ミライニ（2024年7月）

駅前には2024年（令和6年）に整備された広場や駐輪場があり、新たな駅のシンボルとしてガス灯も設置された。

### 周辺施設
- 国道112号
- 山形県道41号酒田停車場線
- ホテル・アルファーワン酒田
- 酒田駅前交流拠点施設ミライニ（後述）
- ヤマザワ 旭新町店
- マックスバリュ 東泉店
- マルホンカウボーイ酒田店

### 駅前再開発事業
1997年（平成9年）8月に、駅前の6階建の建物で営業していたジャスコ酒田駅前店が郊外に集積し始めたロードサイド店舗などによる攻勢によって売り上げ不振に陥り撤退した。2001年（平成13年）には、地元の建設会社などの主導で設立された「酒田駅前ビル株式会社」がジャスコ酒田駅前店跡地に総工費42億円を投じ、12階建ての複合ビルを建設する構想を打ち出した。複合ビルには地元金融機関であった酒田信用金庫が本店と本部を入居させる方針も決定し、ジャスコ酒田駅前店の解体工事には国・山形県・酒田市による3億円超の公的資金も費やされた。しかし、酒田駅前ビルによる資金繰りの目処が立たず、また経営が悪化していた酒田信金が酒田駅前ビルへの支援を打ち切ったことから、同社は2006年（平成18年）2月に自己破産を申請し経営破綻した。
2007年（平成19年）には、市がジャスコ酒田駅前店ビル跡地約6500平方メートルを約4億円で購入し、翌年には民間団体によって新たな再開発構想が提案され、2010年（平成22年）9月に、提案した地元企業7社によって事業主体となる「株式会社酒田フロントスクエア」が設立された。同社による再開発計画は跡地に10階建てのホテル棟と4階建ての商業棟さらに隣接地にマンション棟を設け、総事業費約49億円のうち約15億円を国などの補助である優良建築物等整備事業の適用を受け整備を進めるとし、まず、2013年（平成25年）12月までにホテルと商業棟を完成させるとしていた。また、再開発計画にあわせ市もJR東日本などと協調しながら駅を東西に縦断するアンダーパスのほか、バスターミナルや新駅舎の整備を進めるための協議を開始した。
しかし、東日本大震災からの影響で建築資材の価格が高騰。地元企業からなる3つの共同企業体がホテルと商業棟の応札をしたが、約25億円としていた予定価格を30%程度上回ることとなったため、酒田フロントスクエアが設計を見直し、最低価格を示していた共同企業体と調整を図った。だが、予定価格との隔たりが解消できず、2013年（平成25年）6月18日に酒田フロントスクエアが再開発計画の続行は困難と発表し、再開発計画は再び行き詰まった。
その後、再開発は市が主導して取り組むこととなり、全体構想の策定を東京のコンサルティング会社に依願した。2015年（平成27年）12月8日に、市は図書館や観光情報センターなどの公共施設を軸とした整備計画案を公表。年明けの翌月18日には参加を希望する民間事業者の募集を開始され、同年5月12日、市は県内外から5事業者の応募があったと明らかにし、同年7月5日に、市は「光の湊」をテーマとした西松建設による再開発案の選定を発表した。そして同年12月27日には、事業主体を担う特別目的会社である「光の湊」が市と西松建設の折半出資によって設立された。
蔵書約30万冊の図書館「ライブラリーセンター」、飲食施設、観光情報センター等が設けられた複合施設を建設し、総事業費は102億円、2018年度（平成30年度）の着工、2021年（令和3年）4月の開業を予定していた。しかし、2018年（平成30年）7月に、市は市議会総務常任委員協議会で着工が半年遅れの2018年（平成30年）1月となり、それに伴い完成とグランドオープンは約1年遅れの2021年度（令和3年度）末にずれ込むことを明らかにした。その後、全工事の完了はさらにずれ込み工期は約3年半を要した。2020年（令和2年）3月26日に、酒田市は複合施設の名称を「酒田駅前交流拠点施設ミライニ」とし、新たなロゴデザインを発表した。
2022年（令和4年）7月31日には、酒田駅前交流拠点施設ミライニがグランドオープンした。観光案内所や図書館、ホテル、レストランなどが入居するA棟、庄内交通バスターミナルや市営駐車場などが設けられたB棟、分譲マンションであるC棟の3棟が整備された。

## バス路線

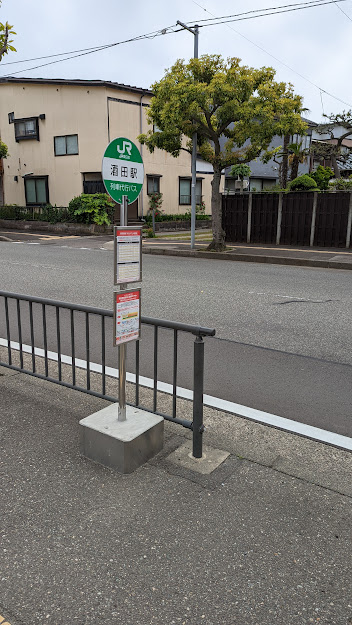
列車代行バス・酒田駅停留所

駅前のミライニ前の県道敷に「酒田駅前」停留所、東口に「駅東地下道前」停留所がある。庄内交通は「酒田駅前」、酒田市福祉乗合バスは前述の両停留所から発着する。かつては都市間バスは駅からやや離れた庄交バスターミナルに発着していたが、2022年（令和4年）8月に庄交バスターミナルがミライ二内に移転し、のりばが路線バスと同一の地点となっている。
- 庄内交通 - 庄内空港・鶴岡方面（路線バス）、東京・仙台・山形方面（高速バス）
- 酒田市福祉乗合バス - 市内循環、東北公益文科大学・日本海総合病院・古湊・平田方面

また、2024年（令和6年）3月16日より、前述の陸羽西線代行バスの停留所が駅前ロータリーに設けられている。代行バス運行開始当初は、駅前広場付近にバス停留所が設けられていた。

## エピソード
- 1983年（昭和58年）には日本国有鉄道新潟鉄道管理局（現・東日本旅客鉄道新潟支社）協力のもとで『西部警察 PART-III』の第23話「走る炎!!酒田大追跡 -山形篇- 」のロケが当駅や酒田港駅までの貨物線で行われた。なお、当駅では駅長室と1番線ホームで撮影が行われた。
- 酒田市の玄関口であり大きく近代的な駅舎を有するとして、2002年（平成14年）に東北の駅百選に選定された。

## 隣の駅
東日本旅客鉄道（JR東日本）
■羽越本線・■陸羽西線（余目駅 - 当駅間は羽越本線）
- 特急「いなほ」停車駅（2往復ある秋田駅発着を除き当駅発着）
- 臨時快速「海里」発着駅

■普通
東酒田駅 - 酒田駅 - 本楯駅
日本貨物鉄道（JR貨物）
羽越本線貨物支線
酒田駅 - 酒田港駅

### 記事本文